# Рутени

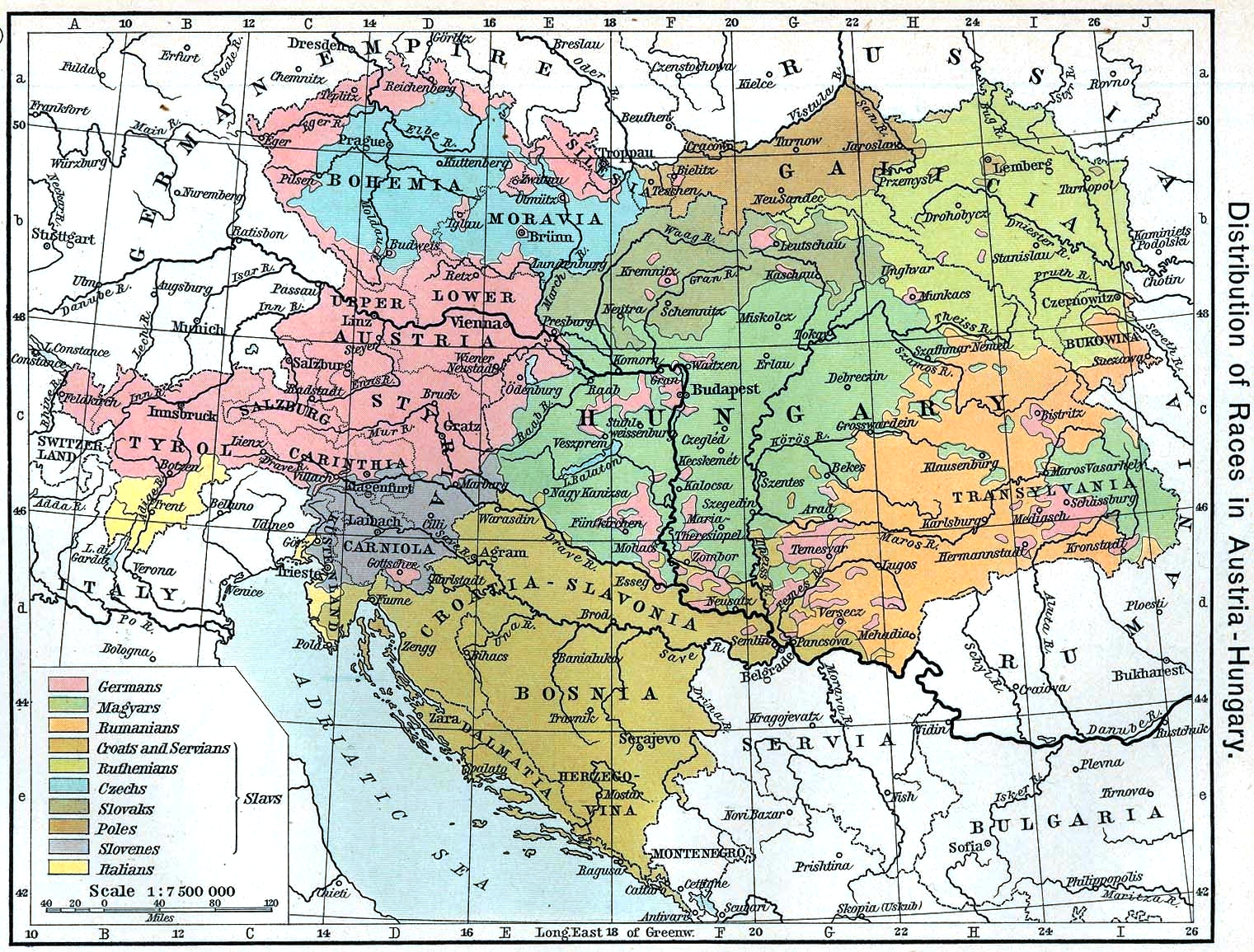
Рутени (Ruthenians) Австро-Угорщини. Мапа з американського атласу 1911 р.

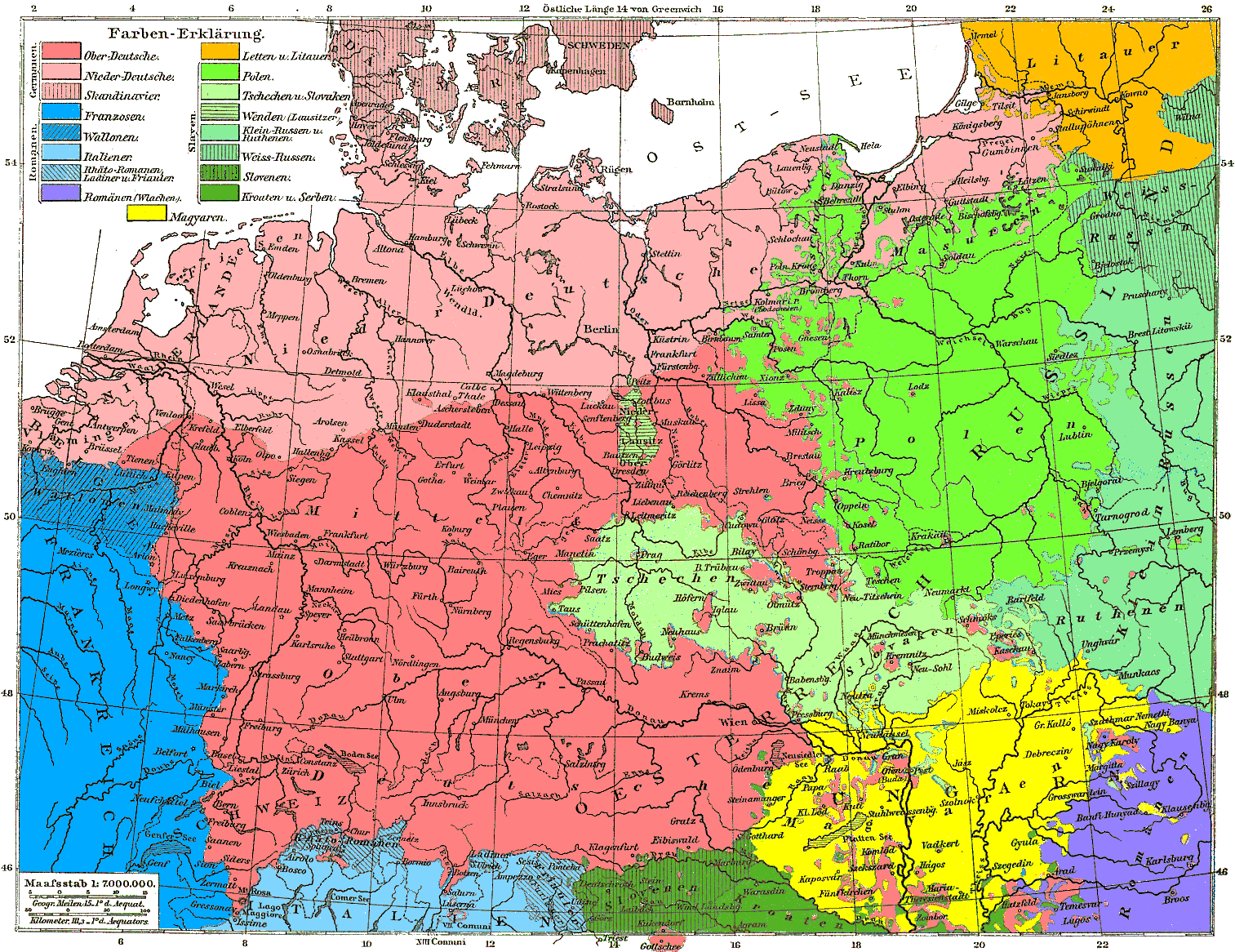
Німецька лінгвістична мапа 1880 р. Українці, що проживають в межех Австро-Угорської імперії позначені як рутени світло-зеленим кольором

Руте́ни (лат. Rutheni, Ruteni) — латинізована форма назви русини, а також етнічних груп українців у Австро-Угорській імперії.

## Історія
Походить від назви кельтського племені рутенів.
Термін Рутени вживається вже в хроніках 11 — 12 ст. («Rex Ruthenorum в Annales Augustani», 1089; «Mare Rutenum» у Гельмольда з Босау; «Ruteni» у Саксона Граматика та ін.); згодом, у 15 — 17 вв., польськими і західно-європейськими істориками (Ян Длугош, Матвій із Міхова — «Ruteni» на відміну від Moskouitae, Алессандро Гваньїні та ін.). З 1596 року назва рутени була прийнята в документах римських Пап і Римської Курії для унійних українців і білорусів.
Збірна назва Рутенія (лат. Ruthenia) засвідчена була тільки інколи на географічних картах 14 — 18 ст. для Червоної Руси чи усієї української території та в 20 ст. в західній літературі для Закарпаття. З кінця ХІХ і початку ХХ ст. назви рутени, рутенський (нім. Ruthenen , фр. Ruthènes й англ. Ruthenians) вживали у своїх працях ін. мовами українські й інші мовознавці (Омелян Огоновський, Євген Желехівський, Стапан Смаль-Стоцький, Теодор Ґартнер, Борис Унбеґаун, історик Ілько Борщак та ін.) для відрізнення термінів русини, руський від росіяни, російський у перекладі на іншої мови. З цією ж метою для відрізнення Русі від Росії, вживали назви Ruthenia деякі з польських істориків (О. Галецький).

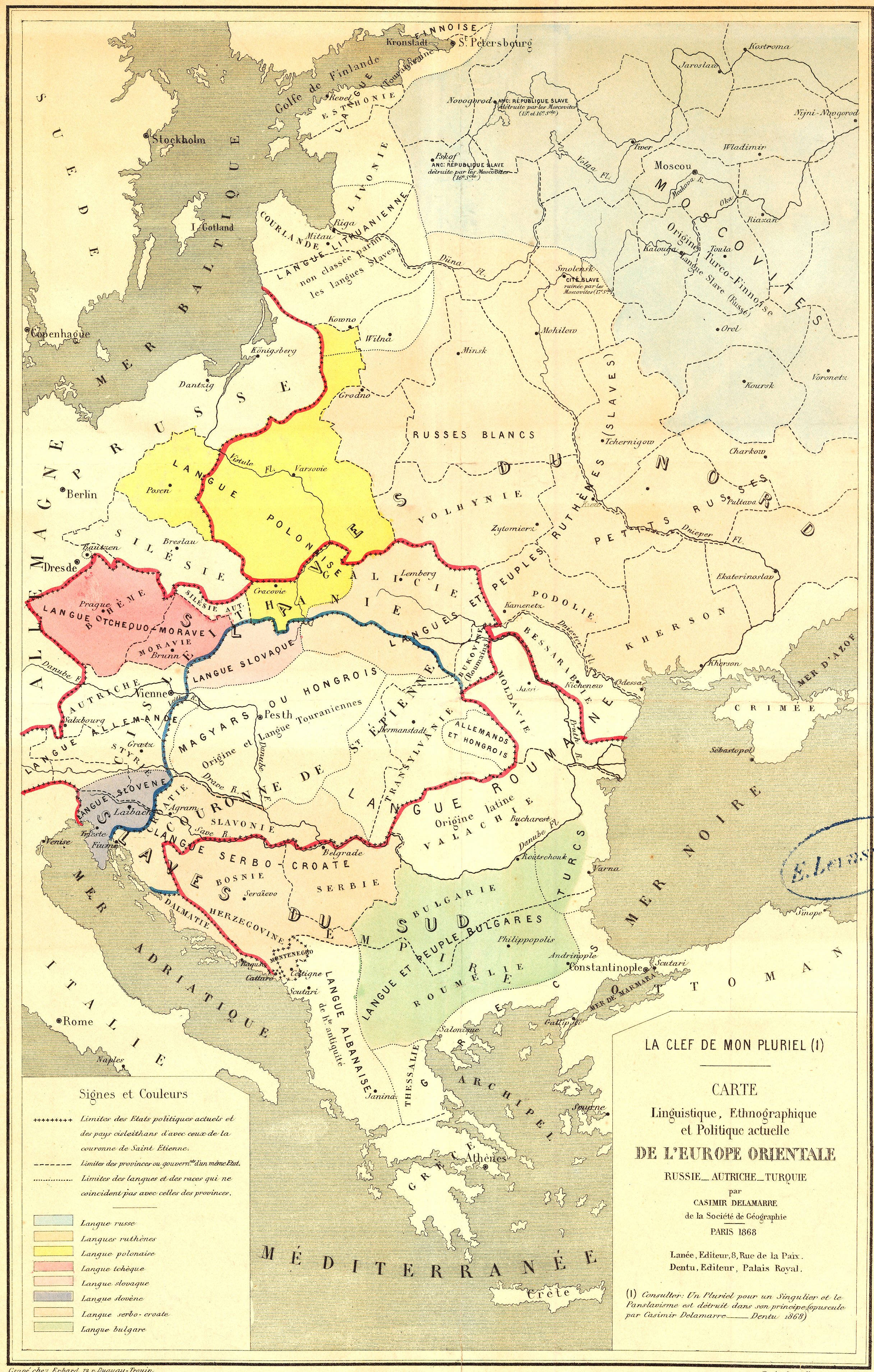
Мовна, етнічна та політична мапа Східної Європи Казимира Делямара, 1868 рік
рутенський народ та рутенська мова

Наприкінці 18 — на початку 20 ст. термін Рутени використовувався в Габсбурзькій монархії як етнонімів українців та їх підгруп — карпатських русинів, лемків, бойків, гуцулів
У другій половині 19 століття, в умовах боротьби між українцями народовецького напряму з консервативно-угодовими русинами, паралельно з назвою рутени вживано синонім «рутенці» з саркастично-презирливим забарвленням для визначення надто лояльних до австро-угорської влади елементів серед галицького суспільства. У цьому розумінні цю назву застосовували Іван Франко (оповідання «Ruteńcy», збірка оп. «Рутенці: типи галицьких русинів із 1860-их та 1970-их pp.», 1913 р.), Михайло Павлик та інші у сатирах та статтях проти галицького назадництва. Назва «рутенці» подекуди відповідає назвам «малороси» або «тоже малороси» на Центрально- і Східно-Українських Землях.
Під час Першої світової війни, частково завдяки деяким адміністративним зусиллям, вдалось замінити терміни рутени і рутенський на українці і український.

## Приклади
- 1572: найвидатніший португальський поет Луїш де Камоенш в «Лузіадах» (ІІІ:11), в описі європейських народів згадує русинів-рутенів[4][5][6]:

| Живуть між морем, дивні, й Танаїсом Рутенець, московит, лівонець теж, Сармати родом; за Геркінським лісом У Польщі маркоманів ти знайдеш.[7] | Entre este mar e o Tánais vive estranha Gente: Rutenos, Moscos e Livónios, Sármatas outro tempo; e na montanha Hircínia os Marcomanos são Polónios. |